# Station Inadera
Station Inadera (猪名寺駅, Inadera-eki) is een spoorwegstation in de Japanse stad Amagasaki in de prefectuur Hyōgo. Het wordt aangedaan door de Fukuchiyama-lijn. Het station heeft twee sporen.

## Treindienst

### JR West
| 1 | ■ Fukuchiyama-lijn | richting Takarazuka en Sanda              |
| 2 | ■ Fukuchiyama-lijn | richting Amagasaki, Osaka en Kita-Shinchi |

## Geschiedenis
Het station werd in 1981 geopend. 

## Overig openbaar vervoer
Bussen 20 en 88 van het busnetwerk van Amagasaki en 36 van het netwerk van Itami.

## Stationsomgeving
- Gunze Town Tsukashin (winkelcentrum)
- Fabriek van Kewpie
- Dependance van Sharp
- Itami-campus van de Otemae Universiteit
- Onderzoekscentrum van Daihatsu
- FamilyMart

(JR Kioto-lijn<<) ·  Ōsaka ·  Tsukamoto ·  Amagasaki ·  Tsukaguchi ·  Inadera ·  Itami ·  Kita-Itami ·  Kawanishi-Ikeda ·  Nakayamadera ·  Takarazuka ·  Namaze ·  Nishinomiyanajio ·  Takedao ·  Dōjō ·  Sanda ·  Shin-Sanda ·  Hirono ·  Aino ·  Aimoto ·  Kusano ·  Furuichi ·  Minami-Yashiro ·  Sasayamaguchi ·  Tamba-Oyama ·  Shimotaki ·  Tanikawa ·  Kaibara ·  Isō ·  Kuroi ·  Ichijima ·  Tamba-Takeda ·  Fukuchiyama · (>>Sanin-lijn)